# ارکیده ریشوی ارغوانی
ارکیده ریشوی ارغوانی (نام علمی: Calochilus robertsonii) نام یک گونه از سرده ارکیده‌های ریشو است.